# جره
دهستان جِره (اشپاگان) ، به مرکزیت روستای جِره از توابع بخش جره و بالاده شهرستان کازرون در استان فارس ایران است.روستای جِره یا گِره ، یکی از قدیمی ترین روستاهای ایران با تاریخی نزدیک به ۳۰۰۰ سال قبل می باشد.
نرگس‌زار دهستان جِره، بزرگ‌ترین نرگس‌زار طبیعی ایران است که با ۱۴۰ هکتار وسعت در نزدیکی روستای جره قرار گرفته است.  نرگس‌زار دهستان جِره در سال ۱۳۹۵ از سوی انجمن گل و گیاه ایران به عنوان خانه نرگس ایران معرفی شد.
از دیگر جاهای دیدنی می توان به بامبلی پفک ، بورک  زیری و باجیکک اشاره کرد. آتشکده گره از زمان ساسانیان تاکنون پابرجا مانده است.

## جمعیت
این روستا در دهستان جره قرار دارد و براساس سرشماری مرکز آمار ایران در سال ۱۳۸۵، جمعیت آن ۱٬۴۹۱ نفر (۳۳۷خانوار) بوده‌است.